# Joan IV d'Alençon
Joan IV d'Alençon,(o Joan II, perquè va ser el segon que va portar el títol de duc), nascut a Argentan el 2 de març de 1409, mort a París el 8 de setembre de 1476, duc d'Alençon, comte de Perche, fill de Joan I i de Maria de Bretanya, fou un príncep de sang i un cap de guerra francès del segle xv.

## Biografia

### Primeres armes
Joan no tenia més que sis anys quan el seu pare va morir en la batalla d'Agincourt (1415). Als 14 anys, el 1423, fou escollit com a padrí del delfí, el futur Lluís XI de França. L'any següent, fou fet presoner en el moment de la batalla de Verneuil i no va recuperar la llibertat fins al 1427. contra un rescat de vint mil saluts d'or. La conquesta anglesa de Normandia li va fer perdre les seves terres, i es va trobar financerament amb l'aigua al coll, la qual cosa explica els seus múltiples tombs des de llavors.

### El «simpàtic duc» de Jeanne d'Arc
El 1429, s'incorpora a l'exèrcit de Joana d'Arc que va trobar a Chinon. Va esdevenir un dels amics propers de la noia que l'anomena el «simpàtic duc» (le gentil duc). La va acompanyar a les seves campanyes, i sobretot al setge d'Orleans.
Llavors Joan d'Alençon fou nomenat tinent-general del rei i va combatre a la vall del Loira al costat de Joana. El 12 de juny de 1429, va guanyar la victòria de Jargeau i va prendre la ciutat, on s'havia refugiat el comte de Suffolk. Va contribuir també a l'èxit de Patay. Va participar el juliol a la marxa sobre Reims, després el 17 de juliol va armar cavaller a Carles VII abans d'assistir a la seva consagració.
Després dels seus èxits, Joan IV va intentar convèncer el govern de Carles VII de França de marxar sobre París, amb la doble intenció que, presa la capital, es podrien llavors alliberar les seves terres normandes. Prepara amb Joana l'assalt de la capital i en veure al rei indecís, el va fer portar a Saint-Denis i va ordenar un atac el 8 de setembre, per la porta de Saint-Honoré; fou un fracàs punyent: Joana fou ferida mentre que l'exèrcit reial es va haver de replegar cap al Loira.
Oposat a la treva de Compiègne signada amb els Borgonyons, Joan d'Alençon tempta a l'hivern 1429-1430 d'organitzar una expedició a Normandia, sense èxit, i, igual que Joana, va haver de posar el seu fre davant les pròrrogues del govern del favorit Jordi de La Trémoille. Ferit en el seu orgull, va comprendre que no tenia res a esperar de La Trémoille i va abandonar la cort, cedint el seu lloc de tinent-general al comte de Vendôme. Els mesos següents va estar ocupat en una guerra privada contra el ducat de Bretanya.

### La Pragueria
El 1435, el duc d'Alençon es va molestar pel tractat d'Arras signat entre Carles VII i el duc de Borgonya, ja que li feia perdre les seves oportunitats de recuperar algun dia el seu ducat. Considerava a més insuficient la pensió de 12.000 lliures esterlines que li va atorgar el rei.
Ambiciós i descontent amb el govern reial, Joan d'Alençon fou amb el duc de Borbó l'instigador de la Pragueria el 1440. Ja tres anys abans havia participat en una temptativa de cop d'estat contra el rei. Aquesta vegada va aconseguir obtenir la complicitat del seu fillol el delfí Lluís contra el seu pare Carles VII. Amb Borbó, reclamava la destitució del govern del favorit Carles IV del Maine, i la col·locació del rei sota la tutela del delfí. És clar que aquest últim no seria més que una joguina entre les mans dels dos ducs, que es repartirien poder.
Tanmateix, va haver de fer ràpidament front a l'exèrcit reial qui va posar setge davant Niort, on s'havien fixat els prínceps. Joan d'Alençon va negociar una treva i va intentar cridar als anglesos al rescat, però va fracassar, la qual cosa el va obligar a fugir a Alvèrnia. Estant perduda la causa, va signar una pau separada amb el rei i es va sotmetre.

### El duc felló
Perdonat, el duc d'Alençon torna a la gràcia però en endavant no aspira més que als seus interessos propis. Des de 1442, comença negociacions amb Anglaterra i des de llavors no va parar de portar un doble joc, el que no li impedeix participar en les campanyes de Carles VII, com a Normandia el 1449. Va ocupar llavors Sées i Alençon i va recobrar les seves terres. Però no per això va esdevenir fidel.
El 1455- 1456, va maquinar amb el duc de York i li va proposar lliurar-li llocs forts a Normandia, preludi a una nova invasió del regne. Però el complot fou descobert a causa de la traïció d'un emissari anomenat Pere Fortí, i Alençon fou arrestat al seu allotjament a París per Joan de Dunois el 27 de maig de 1456, i després empresonat a Aigüesmortes. El 10 d'octubre de 1458, fou condemnat a mort i el seu ducat confiscat. Tanmateix Carles VII li va concedir la gràcia i va permetre a la duquessa Maria conservar el comtat de Perche. Guardat rere els barrots a Loches, Lluís XI el va alliberar en el moment del seu adveniment, el 1461, però amb pesades condicions, ja que el duc es va veure obligat a cedir-li algunes ciutats.
Alliberat, el duc no es calma però: va fer assassinar Pere Fortí, que l'havia traüt el 1456, i no vacil·la a fabricar falsa moneda. El 1465, s'uneix als prínceps rebels en el moment de la Lliga del Bé Públic i lliura Alençon al duc de Normandia. El seu fill Renat, que havia restat fidel a Lluís XI, va retornar Alençon a aquest darrer, el que va permetre al seu pare sortir-se'n una vegada més sense dany.
El 1468, Joan d'Alençon va recaure, reunint-se aquesta vegada a Francesc II de Bretanya, llavors en conflicte amb la corona.

### La caiguda d'un aventurer
El 1473, maquina de nou, aquesta vegada amb el duc de Borgonya Carles el Temerari, al qual va proposar ni més ni menys que vendre-li el seu ducat així com el comtat de Perche.
Fou de nou arrestat el febrer i empresonat al castell de Rochecorbon prop de Tours, i després d'algunes tribulacions, tancat al Louvre, per tal de ser jutjat pel Parlament. Lluís XI va confiscar les seves terres i prengué en persona possessió d'Alençon el 25 de juliol de 1473 mentre que la duquessa fou expulsada de Perche.
El 1474, el duc fou per segona vegada condemnat a la pena capital. Però Lluís XI no va procedir a l'execució del seu padrí i el va deixar a la presó al Louvre. El 18 de juliol de 1474, el parlament de París va aturar els seus processos. El vell duc fou finalment alliberat el 1476 i va morir poc després.

## Matrimonis i fills
Es va casar en primeres noces a Blois el 1424 amb Joana (1409 † 1432) filla de Carles I d'Orleans, duc d'Orleans i d'Isabel de França, però no va tenir fills d'aquest matrimoni.
Vidu, es va casar de nou al castell d'Illa Jordà el 30 d'abril de 1437 amb Maria d'Armanyac (1420 - † 1473) filla de Joan IV d'Armanyac i d'Isabel d'Évreux, i va tenir:
- Caterina (1452 † 1505), casada à Tours el 1461 amb Guiu XIV de Montmorency († 1500), comte de Laval
- Renat d'Alençon (1454 † 1492), duc d'Alençon

Va tenir diversos fills bastards:
- Jean, dit "Trouvé" senyor d'Argentelle, vivia el 1478 (Acte de reconeixement de 1478, conservada a l'Arxiu Departamental de l'Orne)
- Robert, dit "Trouvé" senyor del Clos André, vivia el 1489
- Joana, comtessa de Beaumont-le-Roger, casada el 1470 amb Guiu de Maulmont
- Magdalena, casada a Enric de Breuil
- Maria, abbadessa d'Almenêches